# ダマ奈津子
ダマ 奈津子（ダマ なつこ、1945年9月7日 - ）（本名は打間 奈津子。読みは同じだが、読み間違え、打ち間違えられることが多いことから、"ダマ"とカタカナ表記にした。）は、日本の実業家。
世のため、人のため、次世代のため、50年以上の事業と人脈のノウハウを皆に与え教えることに徹するために「一般社団法人ダマ会」を立ち上げた。
英会話教室を主催し成功を収める。その後、株式会社カルチャービジネスを設立し、結婚式のプロデュース、北野町（神戸市）の異人館のイベント企画等を展開するとともに、人材派遣（アウトソーシング）事業、コミュニティー活動などに尽力する。

## 履歴
兵庫県出身。
- 1965年 - 20歳で上京し、英会話学校を経営し成功する
- 1974年 - ジーンズショップを開業
- 1981年 - 公開異人館「アメリカンハウス」オープン
- 1982年 - 公開異人館「ペルシャ館」オープン
- 1983年 - コンテナハウスを利用した北野町ミニFM局開設
- 1984年 - 会員制レストラン「カサブランカ」オープン
- 1984年 - ペルシャ館にて、シルクロードファッションショー開催
- 1985年 - 映画異人館「ハリウッドスターウェイ」オープン
- 1987年 - ブライダル館「ジュノーの館」オープン
- 1988年
  - 衣装館「桂由美ブライダルミュージアム」オープン
  - 桂由美さんとの共同宣言で北野町は、ブライダルビレッジの名乗りをあげる
- 1989年
  - 日本初テディベアの異人館「ハニーベアワンダーランド」オープン
  - 国際花と緑の博覧会」に於いてのウェディングチャーチプロデューサー として活躍
  - 住友金属工業（株）関係会社である住金エンタープライズ株式会社の取締役として、「THE CITY CLUB」のプロデューサーに就任
- 1990年 - （株）カルチャービジネスを設立、社長に就任
- 1992年 - 毎日新聞社毎日ビジネスサロン代表幹事に就任
- 1992年 - サリドマイドで両腕をなくしたニカラグア人青年、トニー・メレンデスのギターコンサート開催
- 1994年 - 結婚式ライスシャワーの新企画として、パールシャワーを展開フライデーなど取材を受ける
- 1995年 - 大阪ワールドトレードセンターWTCO CLUB総支配人就任
- 1995年
  - 震災後、立会人に中村玉緒、浅野ゆう子、桂由美を迎え、3回に渡り、り災証明を持っている人を対象に結婚式をプレゼント
  - 防災の日（9・1）に設立された日本初、民間による「日本レスキュー協会」の発起人として会長に就任
- 1996年 - 旧サッスーン邸“BRIDAL FANTASY”オープン　ガーデンウェディングスタート
- 1997年
  - 展示館「KOBEミュージックアベニュー」オープン
  - 尾原病院理事・経営本部長就任
  - 老人保健施設「コスモス苑」理事・経営本部長就任
- 1998年 - 台湾家庭小皿料理“マダム飲茶”
- 2000年
  - - 社会福祉法人幸陽会理事就任
  - 女性起業家ネットワーク作りを全国に呼びかける
  - 体調を崩し、しばらく震災ならびに療養するため異人館やレストランなどを一旦閉店するが、顧問契約に尽力する為に、事業は継続している。
  - 退院後、各種企業の顧問、ビジネス・イベントプロデューサーとして活躍。
- 2003年
  - 大阪・南港エリアに引きこもり対策等、現代社会が抱える問題解決の足がかりとなるべくクラウンアートスクール設立、理事長に就任
  - 高齢化社会に備え、介護ヘルパーの質と地位の向上を目的とした
  - 「日本介護ヘルパー会」設立。発起人として副理事長に就任
- 2004年 - メインパーソナリティーをつとめる、ラジオ関西「人生これから」オンエアー
- 2006年
  - 社会福祉法人かがやき神戸財政事業部委員長に就任
  - 2006年10月から、2年間にわたりラジオのパーソナリティを担当していた。朝日放送にて毎週日曜日午後7:30 - 8:00「ダマ奈津子のときめきライフ」オンエアー
- 2007年
  - 神戸花鳥園にてチャリティーコンサート開催、ゲストにクロード・チアリを迎え、約600名が来場。
  - X JAPANのToshlと「打間奈津子とTOSHIのおトシダマ企画トーク＆ライブショー」を各地で開催。
- 2008年 - 神戸文化ホールにてゴダイゴのタケカワユキヒデ氏のチャリティーコンサートを開催。（かがやき神戸主催）

2014年頃から、日本一の人脈持ちと自称する。
現在は神戸異人館ブーム、レストランウェディングをしかけたと同様に神戸の街おこしに力を入れ、企業の顧問役、老若男女、職種を問わず、独自の幅広い人脈を通じてビジネスマッチング、コーディネーター、フィクサーとして活躍中。

## 出演番組
いずれもABCラジオ。
- ダマ奈津子のワンダフルライフ（2006年10月 - 2007年9月）
- ダマ奈津子のカサブランカクラブ（2007年10月 - 2008年3月）
- ダマ奈津子のときめきライフ（2008年4月 - 2008年9月）